# I liga urugwajska w piłce nożnej (1933)
- Mistrz Urugwaju 1933: Club Nacional de Football
- Wicemistrz Urugwaju 1933: CA Peñarol
- Spadek do drugiej ligi: nikt nie spadł
- Awans z drugiej ligi: nikt nie awansował

Mistrzostwa Urugwaju w roku 1933 były mistrzostwami rozgrywanymi według systemu, w którym wszystkie kluby trzykrotnie rozegrały ze sobą mecze każdy z każdym, a o tytule mistrza i dalszej kolejności decydowała końcowa tabela.

## Primera División

### Kolejka 1
| Mecz                                                |
| --------------------------------------------------- |
| Rampla Juniors – CA Peñarol 1:0                     |
| Club Nacional de Football – CA Bella Vista 4:0      |
| River Plate Montevideo – Sud América Montevideo 2:0 |
| Racing Montevideo – Central Montevideo 3:3          |
| Montevideo Wanderers – Defensor Sporting 1:1        |

### Kolejka 2
| Mecz                                               |
| -------------------------------------------------- |
| Club Nacional de Football – Central Montevideo 2:0 |
| CA Peñarol – Montevideo Wanderers 4:2              |
| CA Bella Vista – Racing Montevideo 4:3             |
| Rampla Juniors – River Plate Montevideo 2:0        |
| Defensor Sporting – Sud América Montevideo 4:2     |

### Kolejka 3
| Mecz                                                   |
| ------------------------------------------------------ |
| CA Peñarol – Racing Montevideo 7:1                     |
| Club Nacional de Football – Sud América Montevideo 0:0 |
| Rampla Juniors – Central Montevideo 2:1                |
| Montevideo Wanderers – CA Bella Vista 3:2              |
| Defensor Sporting – River Plate Montevideo 1:0         |

### Kolejka 4
| Mecz                                                   |
| ------------------------------------------------------ |
| Club Nacional de Football – River Plate Montevideo 2:0 |
| CA Peñarol – Central Montevideo 2:0                    |
| Rampla Juniors – Sud América Montevideo 1:1            |
| Defensor Sporting – CA Bella Vista 1:0                 |
| Montevideo Wanderers – Racing Montevideo 2:0           |

### Kolejka 5
| Mecz                                           |
| ---------------------------------------------- |
| CA Peñarol – River Plate Montevideo 0:0        |
| Club Nacional de Football – Rampla Juniors 2:0 |
| Sud América Montevideo – CA Bella Vista 1:0    |
| Montevideo Wanderers – Central Montevideo 0:0  |
| Racing Montevideo – Defensor Sporting 4:2      |

### Kolejka 6
| Mecz                                              |
| ------------------------------------------------- |
| CA Peñarol – CA Bella Vista 2:0                   |
| Montevideo Wanderers – River Plate Montevideo 3:1 |
| Defensor Sporting – Rampla Juniors 2:0            |
| Sud América Montevideo – Central Montevideo 2:1   |
| Club Nacional de Football – Racing Montevideo 2:0 |

### Kolejka 7
| Mecz                                              |
| ------------------------------------------------- |
| Montevideo Wanderers – Sud América Montevideo 1:0 |
| Central Montevideo – Defensor Sporting 1:1        |
| CA Bella Vista – River Plate Montevideo 0:0       |
| Club Nacional de Football – CA Peñarol 2:0        |
| Rampla Juniors – Racing Montevideo 1:1            |

### Kolejka 8
| Mecz                                              |
| ------------------------------------------------- |
| Club Nacional de Football – Defensor Sporting 3:0 |
| CA Bella Vista – Central Montevideo 2:0           |
| Racing Montevideo – River Plate Montevideo 1:0    |
| Rampla Juniors – Montevideo Wanderers 2:0         |
| CA Peñarol – Sud América Montevideo 5:1           |

### Kolejka 9
| Mecz                                                 |
| ---------------------------------------------------- |
| Sud América Montevideo – Racing Montevideo 2:1       |
| Club Nacional de Football – Montevideo Wanderers 3:0 |
| CA Peñarol – Defensor Sporting 2:1                   |
| CA Bella Vista – Rampla Juniors 2:1                  |
| Central Montevideo – River Plate Montevideo 1:1      |

### Kolejka 10
| Mecz                                                |
| --------------------------------------------------- |
| CA Peñarol – Rampla Juniors 3:0                     |
| Club Nacional de Football – CA Bella Vista 4:2      |
| River Plate Montevideo – Sud América Montevideo 3:1 |
| Central Montevideo – Racing Montevideo 3:2          |
| Montevideo Wanderers – Defensor Sporting 3:2        |

### Kolejka 11
| Mecz                                               |
| -------------------------------------------------- |
| Club Nacional de Football – Central Montevideo 1:0 |
| CA Peñarol – Montevideo Wanderers 2:2              |
| CA Bella Vista – Racing Montevideo 2:0             |
| Rampla Juniors – River Plate Montevideo 3:0        |
| Defensor Sporting – Sud América Montevideo 1:1     |

### Kolejka 12
| Mecz                                                   |
| ------------------------------------------------------ |
| CA Peñarol – Racing Montevideo 5:1                     |
| Club Nacional de Football – Sud América Montevideo 1:0 |
| Central Montevideo – Rampla Juniors 1:0                |
| Montevideo Wanderers – CA Bella Vista 2:0              |
| Defensor Sporting – River Plate Montevideo 5:0         |

### Kolejka 13
| Mecz                                                   |
| ------------------------------------------------------ |
| Club Nacional de Football – River Plate Montevideo 7:0 |
| CA Peñarol – Central Montevideo 5:0                    |
| Rampla Juniors – Sud América Montevideo 1:0            |
| Defensor Sporting – CA Bella Vista 4:3                 |
| Montevideo Wanderers – Racing Montevideo 3:1           |

### Kolejka 14
| Mecz                                           |
| ---------------------------------------------- |
| CA Peñarol – River Plate Montevideo 4:0        |
| Club Nacional de Football – Rampla Juniors 1:0 |
| Sud América Montevideo – CA Bella Vista 2:0    |
| Montevideo Wanderers – Central Montevideo 2:2  |
| Defensor Sporting – Racing Montevideo 4:1      |

### Kolejka 15
| Mecz                                              |
| ------------------------------------------------- |
| CA Peñarol – CA Bella Vista 3:1                   |
| Montevideo Wanderers – River Plate Montevideo 2:2 |
| Defensor Sporting – Rampla Juniors 1:1            |
| Sud América Montevideo – Central Montevideo 3:2   |
| Club Nacional de Football – Racing Montevideo 3:0 |

### Kolejka 16
| Mecz                                              |
| ------------------------------------------------- |
| Sud América Montevideo – Montevideo Wanderers 2:1 |
| Defensor Sporting – Central Montevideo 2:0        |
| River Plate Montevideo – CA Bella Vista 1:0       |
| Club Nacional de Football – CA Peñarol 2:2        |
| Rampla Juniors – Racing Montevideo 1:0            |

### Kolejka 17
| Mecz                                              |
| ------------------------------------------------- |
| Club Nacional de Football – Defensor Sporting 2:0 |
| Central Montevideo – CA Bella Vista 4:0           |
| Racing Montevideo – River Plate Montevideo 1:1    |
| Montevideo Wanderers – Rampla Juniors 2:1         |
| CA Peñarol – Sud América Montevideo 3:0           |

### Kolejka 18
| Mecz                                                 |
| ---------------------------------------------------- |
| Sud América Montevideo – Racing Montevideo 1:0       |
| Club Nacional de Football – Montevideo Wanderers 1:1 |
| CA Peñarol – Defensor Sporting 3:1                   |
| Rampla Juniors – CA Bella Vista 2:0                  |
| Central Montevideo – River Plate Montevideo 2:1      |

### Kolejka 19
| Mecz                                                |
| --------------------------------------------------- |
| CA Peñarol – Rampla Juniors 2:0                     |
| Club Nacional de Football – CA Bella Vista 3:0      |
| Sud América Montevideo – River Plate Montevideo 1:0 |
| Racing Montevideo – Central Montevideo 1:0          |
| Defensor Sporting – Montevideo Wanderers 3:0        |

### Kolejka 20
| Mecz                                               |
| -------------------------------------------------- |
| Club Nacional de Football – Central Montevideo 4:0 |
| CA Peñarol – Montevideo Wanderers 2:0              |
| Racing Montevideo – CA Bella Vista 3:2             |
| Rampla Juniors – River Plate Montevideo 2:0        |
| Defensor Sporting – Sud América Montevideo 2:1     |

### Kolejka 21
| Mecz                                                   |
| ------------------------------------------------------ |
| CA Peñarol – Racing Montevideo 1:0                     |
| Club Nacional de Football – Sud América Montevideo 1:1 |
| Rampla Juniors – Central Montevideo 6:3                |
| Montevideo Wanderers – CA Bella Vista 2:0              |
| River Plate Montevideo – Defensor Sporting 1:0         |

### Kolejka 22
| Mecz                                                   |
| ------------------------------------------------------ |
| Club Nacional de Football – River Plate Montevideo 1:0 |
| CA Peñarol – Central Montevideo 8:2                    |
| Rampla Juniors – Sud América Montevideo 3:1            |
| Defensor Sporting – CA Bella Vista 4:0                 |
| Montevideo Wanderers – Racing Montevideo 2:1           |

### Kolejka 23
| Mecz                                           |
| ---------------------------------------------- |
| CA Peñarol – River Plate Montevideo 2:1        |
| Club Nacional de Football – Rampla Juniors 2:0 |
| CA Bella Vista – Sud América Montevideo 2:1    |
| Montevideo Wanderers – Central Montevideo 2:0  |
| Defensor Sporting – Racing Montevideo 3:0      |

### Kolejka 24
| Mecz                                              |
| ------------------------------------------------- |
| CA Peñarol – CA Bella Vista 4:0                   |
| Montevideo Wanderers – River Plate Montevideo 1:1 |
| Rampla Juniors – Defensor Sporting 2:1            |
| Sud América Montevideo – Central Montevideo 4:3   |
| Club Nacional de Football – Racing Montevideo 1:1 |

### Kolejka 25
| Mecz                                              |
| ------------------------------------------------- |
| Montevideo Wanderers – Sud América Montevideo 1:1 |
| Defensor Sporting – Central Montevideo 4:2        |
| CA Bella Vista – River Plate Montevideo 2:1       |
| CA Peñarol – Club Nacional de Football 2:0        |
| Rampla Juniors – Racing Montevideo 1:1            |

### Kolejka 26
| Mecz                                              |
| ------------------------------------------------- |
| Club Nacional de Football – Defensor Sporting 2:1 |
| CA Bella Vista – Central Montevideo 2:2           |
| Racing Montevideo – River Plate Montevideo 1:1    |
| Rampla Juniors – Montevideo Wanderers 2:1         |
| CA Peñarol – Sud América Montevideo 0:0           |

### Kolejka 27
| Mecz                                                 |
| ---------------------------------------------------- |
| Sud América Montevideo – Racing Montevideo 1:1       |
| Club Nacional de Football – Montevideo Wanderers 0:0 |
| CA Peñarol – Defensor Sporting 4:0                   |
| Rampla Juniors – CA Bella Vista 4:1                  |
| River Plate Montevideo – Central Montevideo 1:0      |

### Końcowa tabela sezonu 1933
| Poz | Klub                      | Mecze | Zw | Rem | Por | Pkt | BrZd | BrStr |
| --- | ------------------------- | ----- | -- | --- | --- | --- | ---- | ----- |
| 1   | Club Nacional de Football | 27    | 20 | 6   | 1   | 46  | 56   | 10    |
| 2   | CA Peñarol                | 27    | 21 | 4   | 2   | 46  | 77   | 18    |
| 3   | Rampla Juniors            | 27    | 14 | 4   | 9   | 32  | 39   | 29    |
| 4   | Montevideo Wanderers      | 27    | 11 | 9   | 7   | 31  | 39   | 36    |
| 5   | Defensor Sporting         | 27    | 12 | 5   | 10  | 29  | 50   | 39    |
| 6   | Sud América Montevideo    | 27    | 9  | 7   | 11  | 25  | 30   | 40    |
| 7   | River Plate Montevideo    | 27    | 6  | 6   | 15  | 18  | 19   | 45    |
| 8   | Racing Montevideo         | 27    | 4  | 7   | 16  | 15  | 29   | 58    |
| 9   | Central Montevideo        | 27    | 4  | 6   | 17  | 14  | 33   | 63    |
| 10  | CA Bella Vista            | 27    | 6  | 2   | 19  | 14  | 27   | 61    |

Ponieważ dwa najlepsze kluby uzyskały taką samą liczbę punktów, rozegrano mecze barażowe o tytuł mistrza Urugwaju.
| Data              | Mecz |
| ----------------- | --- |
| 17 maja 1934      | Club Nacional de Football – CA Peñarol 0:0 mecz rozegrany został na stadionie Estadio Centenario Widzowie: 42 000 Sędzia: Telésforo Rodríguez (Luis Scandroglio, Aníbal Tejada) Czerwone kartki: Labraga 71, Nasazzi 71, Chifflet 71 / – Club Nacional de Football: Eduardo García – José Nasazzi, Juan Brito, Arsenio Fernández, Ulises Chifflet, Marcelino Pérez, Juan Miguel Labraga, Pedro Duhart, Héctor Castro, Enrique Fernández, Eduardo Ithurbide. Trener: Américo Szigeti. Club Atlético Peñarol: Juan Tea – Lorenzo Fernández, Ernesto Mascheroni, Erebo Zunino, Alvaro Gestido, Galileo Chanes, Joăo de Almeida „Bahía”, Luis Mata, Juan Pedro Young, Juan Peregrino Anselmo, Braulio Castro. Trener: Leonardo De Lucca W 70 minucie niecelny strzał Bahii z Peñarolu trafił członka ekipy medycznej Nacionalu. Piłka odbiła się i wróciła na boisko. Piłkę przejął Anselmo i podał do Castro, który zdobył bramkę. Sędzia uznał bramkę, a Labraga, Nasazzi i Chifflet, którzy go zaatakowali, zostali wyrzuceni z boiska. Sędzia główny wobec powszechego oburzenia kibiców na trybunach musiał także opuścić boisko, a zastępujący go Luis Scandroglio ogłosił zakończenie meczu z powodu braku światła. Zarząd ligi zdecydował 30 lipca o uniewżnieniu bramki zdobytej przez Castro i dokończeniu brakujących 20 minut 25 sierpnia, ale przy pustych trybunach. Kluby dokończyły ostatnie 20 minut, a następnie rozegrały dwie dogrywki w następujących składach: Nacional: Eduardo García – Ulises Chifflet, Juan Ramón Cabrera, Arsenio Fernández, Miguel Andriolo, Marcelino Pérez; Francisco Arispe, Aníbal Ciocca, Enrique Fernández. Peñarol: Juan Tea – Lorenzo Fernández, Adhemar Canavessi, Erebo Zunino, Alvaro Gestido, Nicolás Riccardi, Braulio Castro, Luis Mata, Juan Pedro Young, Juan Peregrino Anselmo, Juan Pedro Arremón. |
| 2 września 1934   | CA Peñarol – Club Nacional de Football 0:0 (po dwóch dogrywkach) mecz rozegrany został na stadionie Estadio Centenario Widzowie: 35 000 Sędzia: Domingo Lombardi (Martín Aphesteguy, M. Sobreira) Club Atlético Peñarol: Juan Tea – Lorenzo Fernández, Adhemar Canavessi, Erebo Zunino, Alvaro Gestido, Alberto Berisso, Joăo de Almeida „Bahía”, Luis Mata, Juan Pedro Young, Luis Marcelo Matozzo „Feitiço”, Braulio Castro. Trener: Leonardo De Lucca. Club Nacional de Football: Eduardo García – Ulises Chifflet, Juan Ramón Cabrera, Arsenio Fernández, Miguel Andriolo, Marcelino Pérez, Zoilo Saldombide, Francisco Arispe, Aníbal Ciocca, Enrique Fernández, Eduardo Ithurbide. Trener: Américo Szigeti |
| 18 listopada 1934 | Club Nacional de Football – CA Peñarol 3:2(0:1) mecz rozegrany został na stadionie Estadio Centenario Widzowie: 35 000 Sędzia: Juan Carlos Cerón (Juan Capris, M. Sobreira) Bramki: 0:1 Braulio Castro 42, 1:1 Héctor Castro 53, 1:2 Juan Pedro Arremón 58, 2:2 Héctor Castro 61, 3:2 Héctor Castro 77 Club Nacional de Football: Eduardo García – Ulises Chifflet, Juan Ramón Cabrera, Arsenio Fernández, Miguel Andriolo, Marcelino Pérez, Francisco Arispe, Aníbal Ciocca, Héctor Castro, Enrique Fernández, Zoilo Saldombide. Trener: Américo Szigeti. Club Atlético Peñarol: Juan Tea – Alberto Nogués, Adhemar Canavessi, Erebo Zunino, Alvaro Gestido, Alberto Berisso; Braulio Castro, Lorenzo Fernández, Juan Pedro Young, Luis Mata, Juan Pedro Arremón. Trener: Leonardo De Lucca |

Mistrzem Urugwaju został klub Club Nacional de Football.

### Klasyfikacja strzelców bramek
| Gole | Piłkarz          | Klub       |
| ---- | ---------------- | ---------- |
| 33   | Juan Pedro Young | CA Peñarol |